# Batalha dos Sete Dias
As batalhas dos sete dias foram uma série de seis grandes batalhas durante os sete dias de 25 de junho - 1 julho de 1862, travadas próximas de Richmond, Virgínia, durante a Guerra Civil Americana. O general confederado Robert E. Lee levou os invasores da União, Exército do Potomac, comandada pelo major-general George B. McClellan, para longe de Richmond em uma retirada até a Península da Virgínia. A série de batalhas é por vezes conhecida erroneamente como a Campanha dos Sete Dias, mas foi realmente o ponto culminante da campanha da península, e não uma campanha separada por assim dizer.
Os sete dias começaram na quarta-feira, 25 de junho, 1862, com um ataque da União na batalha menor de Oak Grove, mas McClellan rapidamente perdeu a iniciativa quando Lee começou uma série de ataques em Beaver Dam Creek (Mechanicsville) em 26 de junho, moinho de Gaines em 27 de junho, as ações menores em Garnett e Golding's Farm em 27 e 28 de junho, e do ataque à retaguarda da União em Savage's Station em 29 de junho. O Exército do Potomac de McClellan continuou sua retirada para a segurança da zona de desembarque, no rio James. A última oportunidade de Lee para interceptar o exército da União foi na Batalha de Glendale, em 30 de junho, mas a má execução de suas ordens permitiu que seu inimigo escapasse para uma forte posição defensiva em Malvern Hill. Na Batalha de Malvern Hill em 1 de julho, Lee lançou ataques frontais fúteis e sofreu pesadas baixas frente as fortes defesas da infantaria e artilharia federais.
Os sete dias terminaram com o exército de McClellan em relativa segurança junto ao Rio James, tendo sofrido quase 16.000 baixas durante a retirada. O exército de Lee, que tinha estado na ofensiva durante os sete dias, perdeu mais de 20.000. Como Lee tornou-se convencido de que McClellan não voltaria a ameaçar Richmond, ele se moveu para o norte para a Campanha do Norte da Virgínia e para a Campanha de Maryland.

## Inicio da Campanha da Península

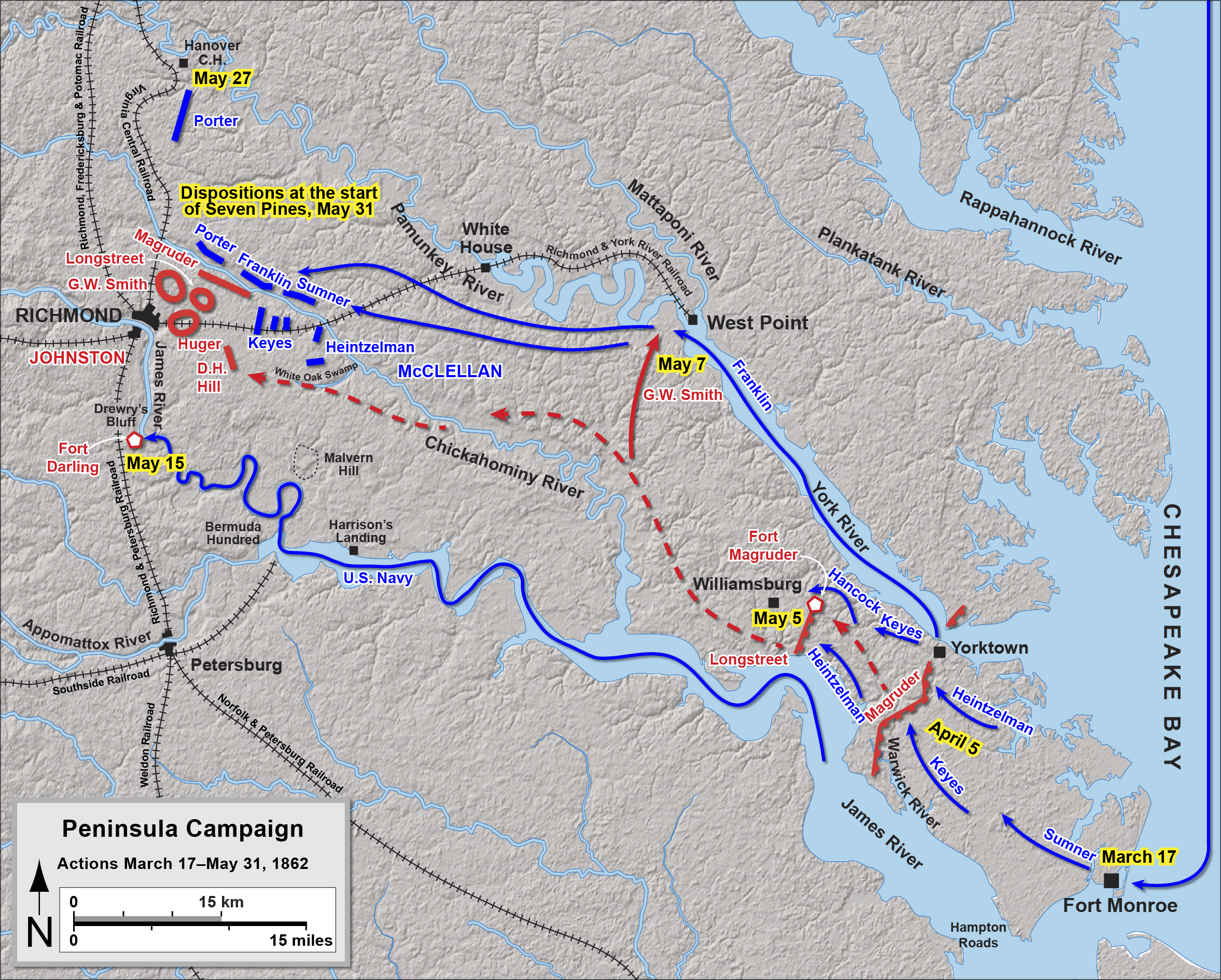
Mapa dos eventos ocorridos durante a campanha da península até a Batalha de Seven Pines
Confederados
União

A campanha da península foi a tentativa boa  por McClellan que consegui  capturar a capital confederada em Richmond e acabar com a guerra.Ela começou em Março de 1862, quando McClellan desembarcou seu exército em Fort Monroe e mudou-se a noroeste, até a Península da Virginia começando no início de abril. A posição mal  defensiva do Brig. Gen. John B. Magruder na Linha Warwick nao  pegou McClellan de surpresa.con leve bonbardeio do canhoes e um rapido avanço de , McClellan  o execito dos confederados no comando b magruder se retirou  para Yorktown mas mcclellan ordenou um cerco yorktown a.    preparações do cerco foi  concluída,oexecito confederado se rendeu a uniao   os confederados, agora sob o comando direto de  Johnston, começaram uma retirada em direção a Richmond.
A primeira luta pesada da campanha ocorreu na Batalha de Williamsburg (5 de maio), em que as tropas da União conseguiram algumas vitórias táticas, mas os confederados continuaram a sua retirada.Um movimento anfíbio de flanqueamento na  Porto de Eltham (7 de maio) foi ineficaz para cortar a retirada dos confederados. Na Batalha de Drewry's Bluff (15 de maio), uma tentativa da Marinha dos Estados Unidos para chegar a Richmond por meio do rio James foi repelida.
Conforme o exército de McClellan atingiram os arredores de Richmond, uma pequena batalha ocorreu em Hanover Court House (27 de maio), mas foi seguido por um ataque surpresa por Johnston na Batalha de sete pinhos que falhou ou Fair Oaks, em 31 de Maio e 1 de Junho.A batalha foi uma grande vitoria da uniao   com poucas mcclellan estava a 2 quilometros de richmond os confederados tiveram  muitas   baixas, mas teve nao  efeitos sobre a campanha. Johnston foi ferido e substituído em 1 de Junho pelo mais agressivo Robert E. Lee.Lee passou quase um mês estendendo suas linhas defensivas falharan  e organizando seu Exército da Virgínia do Norte; McClellan acomodou-se e permaneceu sentado passivamente à sua frente, à espera de tempo seco e estradas, até o início dos sete dias.